# Bảo tàng Đặc công (Việt Nam)
Bảo tàng Đặc công trực thuộc Cục Chính trị, Binh chủng Đặc công, Quân đội nhân dân Việt Nam là một công trình văn hóa nằm ở phía Nam thành phố Hà Nội. Đây là nơi lưu giữ những hình ảnh, hiện vật, tư liệu quý về lịch sử, truyền thống của Bộ đội Đặc công qua các cuộc chiến tranh giải phóng, trong công cuộc bảo vệ Tổ quốc và làm nhiệm vụ quốc tế. Bảo tàng toạ lạc tại thôn Đông Phù, xã Đông Mỹ, huyện Thanh Trì, thành phố Hà Nội.
Bảo tàng chỉ cho phép các cán bộ quân đội và các đoàn tham quan của các cơ quan, đoàn thể và trường học đã đặt lịch từ trước vào tham quan. Khách du lịch không được phép vào tham quan bảo tàng.

## Lịch sử
- Sau khi hội nghị đăng ký kiểm kê hiện vật lịch sử của các Bảo tàng trong toàn quân do Viện Bảo tàng Quân đội tổ chức tại Bộ Tư lệnh Đặc công tháng 6/1977, lãnh đạo của Viện và Bộ Tư lệnh Đặc công đã nhất trí về việc thành lập Bảo tàng Đặc công. Tháng 12/1977, Bảo tàng Đặc công được chính thức thành lập với diện tích trưng bày 300 m2 nhà cấp 4 tại Bộ Tư lệnh với các khâu nghiệp vụ được thực hiện theo hướng dẫn của Bảo tàng Quân đội. Sau một thời gian hoạt động, số lượng hiện vật được sưu tầm, bổ sung ngày một nhiều hơn. Đến ngày 19/3/1982, nhân kỷ niệm 15 năm ngày thành lập Binh chủng, Bảo tàng Đặc công được trưng bày mới với diện tích 800 m2 và hoạt động có hiệu quả tốt.
- Cuối năm 1995 được sự quan tâm của Nhà nước, Bộ Quốc phòng, Bộ Văn hóa Thông tin (nay là Bộ Văn hoá - Thể thao và Du lịch), Tổng cục Chính trị QĐND Việt Nam đã tạo điều kiện cho Binh chủng lập dự án xây dựng Bảo tàng Đặc công. Qua hơn 4 năm xây dựng và trưng bày nội thất, được sự chỉ đạo trực tiếp của Thủ trưởng Tổng cục Chính trị, Cục Bảo tồn Bảo tàng/Bộ Văn hóa Thông tin, Bảo tàng Quân đội, sự giúp đỡ về mọi mặt của các tổ chức và cá nhân trong và ngoài Binh chủng, Bảo tàng Đặc công được chính thức đưa vào sử dụng và khánh thành vào ngày 16/3/2000 với diện tích trưng bày 1.400 m2 và trên 6.000 hiện vật. Đến tháng 01/2001, Bảo tàng Đặc công được liên Bộ Bộ Văn hóa Thông tin và Bộ Quốc phòng xếp hạng Hai trong hệ thống Bảo tàng Quốc gia.

## Khái quát trưng bày
Chủ đề 1: Nguồn gốc cách đánh Đặc công.
Ở phần này bằng một tổ hợp mỹ thuật mô phỏng lại 3 trận đánh, cách đánh của cha ông chúng ta đã mang đậm dáng dấp của cách đánh đặc công đó là trận đánh địch trên sông Bạch Đằng của Yết Kiêu thời Trần thế kỷ 13, trận đánh thành Tam Giang của Trần Nguyên Hãn thế kỷ 15 và cách đánh của Quang Trung, Nguyễn Huệ thế kỷ thứ 18.
Chủ đề 2: Bộ đội Đặc công trước ngày thành lập Binh chủng Đặc công.
Phần này giới thiệu truyền thống của Quân Đội Nhân Dân Việt Nam, các trận đánh tiêu biểu của Bộ đội Đặc công trong cuộc kháng chiến chống thực dân Pháp và những năm đầu của cuộc kháng chiến chống Mỹ.
Chủ đề 3: Sự kiện thành lập Binh chủng Đặc công.
Trưng bày những hình ảnh, hiện vật trong ngày công bố chính thức thành lập Binh chủng Đặc công tại Trường Cán bộ Dân tộc Trung ương ở xã Phùng Khoang, huyện Từ Liêm, thành phố Hà Nội (nay là Học viện Chính trị Hành chính quốc gia Hồ Chí Minh, phân viện Hà Nội, phường Thanh Xuân Bắc, quận Thanh Xuân, thành phố Hà Nội) và toàn văn bài Huấn thị của Chủ tịch Hồ Chí Minh trong ngày công bố chính thức thành lập Binh chủng Đặc công (19/3/1967).
Chủ đề 4: Bộ đội Đặc công trong giai đoạn 1967 - 1968 và tham gia cuộc Tổng tiến công và nổi dậy Mậu Thân năm 1968.